# Сухопутні війська Естонії
Сухопутні війська Естонії (ест. Maavägi) — об'єднані сухопутні війська сил оборони Естонії у яких вони відіграють найважливішу роль. Також зараз це найчисельніший вид збройних сил у війську, який налічує в мирний час близько 6000 солдатів, призовників та офіцерів.
Основним напрямом розвитку виду є спроможність брати участь у місіях за межами країни та спроможність проведення операцій з захисту території Естонії, також у взаємодії з союзниками. Компонент сухопутних військ в операційній структурі складається з піхотної бригади та структури територіальної оборони. Батальйонна тактична група швидкого розгортання та деякі оперативні підрозділи забезпечення будуть розгорнуті у відповідності з критеріями рекомендацій командування НАТО. Піхотна бригада буде діяти, як навчальний та підрозділ підтримки для оперативних підрозділів. Структура територіальної оборони має можливості виконувати територіальні військові завдання та підтримувати цивільні структури.
Сухопутні війська побудовані за принципом резервного комплектування, що означає що основну частину сил оборони країни складають підрозділи вишколеного резерву. Для країни з незначними людськими та економічними ресурсами, резервні сили засновані на волі до захисту громадян є єдиною життєздатною формою національної оборони.
В мирний час резервісти живуть звичайним життям, а держава турбується про їх вишкіл та закупівлю оснащення та озброєння. У воєнний час резервісти мобілізуються до підрозділів діючої армії. Резервні підрозділи формуються за територіальним принципом, тобто, комплектуються мешканцями однієї округи в складі певного підрозділу й відправляються до резерву, як цілісний, злагоджений підрозділ. Естонська армія перебуває в стані постійної готовності у взаємодії з іншими службами.

## Міжвоєнна історія
Протягом Естонської війни за незалежність були створені 1-ша та 2-га дивізії, 2-га дивізія в грудні 1918-січні 1919. Окремий скаутський батальйон було сформовано 21 грудня 1918.
21 листопада 1928 було створено 8 'окремих піхотних батальйонів'. Призначенням мирного часу для цих батальйонів було тренування призовників. У воєнний час батальйони повинні були розгорнутися в полки з такою же структурою, як і два основні полки оперативного реагування, що прикривали східний та південний кордон. Чисельність кожного батальйону в мирний час складала загалом 237 осіб, у штабі полку, взводі зв'язку, інженерному взводі, лижно-мотоциклетного взводу, будівельного взводу та трьох піхотних рот.
Бойові порядки воєнного часу передбачали розгортання батальйонів до розмірів полків зі збереженням їх нумерації та складом в 3 піхотні батальйони, роти зв'язку, інженерної роти, лижно-мотоциклетної роти, кавалерійського ескадрону, будівельної роти, командос коменданта та CB командос. Загальною чисельністю в 3153 осіб.
2-й окремий піхотний батальйон дислокувався в Тарту; 3-й окремий піхотний батальйон дислокувався в Валзі; 4-й в Йихві; 5-й в Раквере; 6-й окремий піхотний батальйон дислокувався в Пярну; 8-й окремий піхотний батальйон в Валзі; 9-й в Пярну; та 10-й окремий піхотний батальйон дислокувався в Таллінні.
1 лютого 1940 року відбулася реорганізація та було створено 4-ту дивізію. Штаб 4-ї дивізії розташовувався в Вільянді. Дивізія була утворена на основі військової округи «Пярну-Вільянді» та Військової округи «Валга». Командувачем дивізії було призначено полковника Яана Майде. Чотири дивізії були активними до Радянської окупації Естонії.
Після анексії Естонії Радянським Союзом 17 серпня 1940 року, Червона армія сформувала в Таллінні 22-й територіальний стрілецький корпус. Його було сформовано як територіальну структуру Естонії на основі військових підрозділів та інституцій Естонської армії. Всі солдати й офіцери носили й далі національні однострої 1936 року, на які додалися радянські знаки розрізнення. Першим командувачем 22-го територіального стрілецького корпусу був колишній генерал-майор Естонської армії, Ґустав Йонсон, якого пізніше було заарештовано НКВС та розстріляно. Початково більшість посад в корпусі обіймалися колишніми офіцерами Естонської армії, але до середини червня 1941, навіть перед початком Німецького вторгнення до Радянського Союзу, більшість з них було заарештовано та заміщено новоприбулими офіцерами Радянської Червоної армії.
Багато з Естонських офіцерів 22-го територіального стрілецького корпусу було заарештовано та загинули в 1941 - 1942 в таборах Радянського Союзу; багато з них були розстріляні. Колишній командувач 180-ї стрілецької дивізії, 22-го корпусу, Ріхард Томберг (колишній командувач повітряних сил), вижив після зникнення лише через те, що від 1942 року був затребуваним Військовою академією імені М. В. Фрунзе, як викладач. Його було заарештовано в лютому 1944 року (його було звільнено з табору та реабілітовано в 1956 році). Деякі офіцери 22-го стрілецького корпусу, серед яких був Альфонс Ребане, змогли втекти від радянської влади в період між звільненням з війська та планом щодо їх арешту. Деякі втекли закордон, деякі вийшли з підпілля тільки після вступу Німецьких військ в липні - серпні 1941 року, деякі з них зголосилися до естонських національних формувань та билися поряд з німецькими військами, або були завербовані до естонських організацій контрольованих німецькою адміністрацією.
22-й територіальний стрілецький корпус був частиною 'діючої армії' протягом Другої світової війни від 22 червня 1941 до 31 серпня 1941 року. 22 червня 1941 року штаб корпусу дислокувався в селищі Рев.

## Організація
Сухопутні війська Естонії активно використовують 7 організаційних рівнів підрозділів: вогневі маневрені групи (ест. Lahingpaar), вогневі групи (ест. Salk), секції (ест. Jagu), чоти (ест. Rühm), компанії (ест. Kompanii), батальйони (ест. Pataljon) та бригади (ест. Brigaad). Структура дивізії (ест. Diviis) зараз не використовується.

### Структура мирного часу

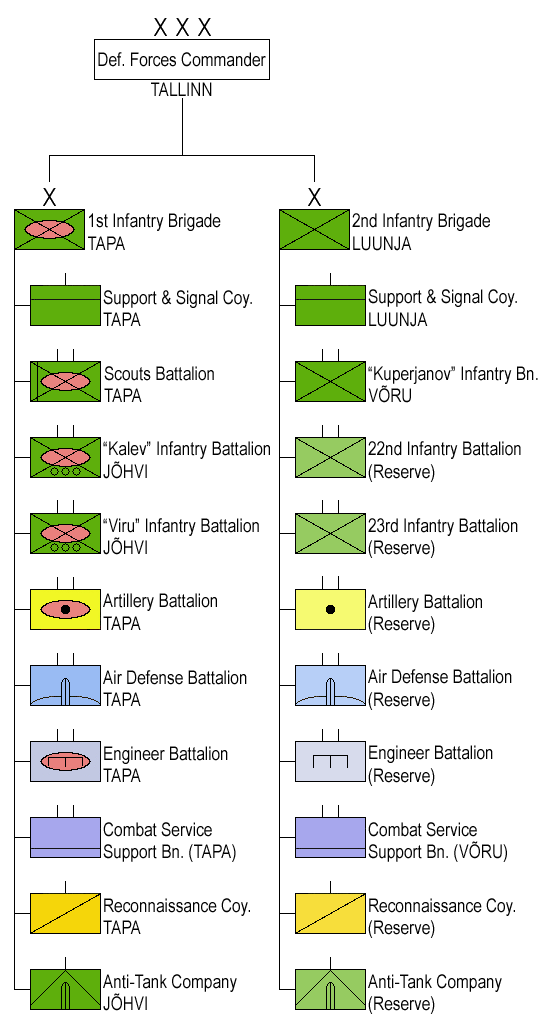
Структура сухопутних військ Естонії, 2017

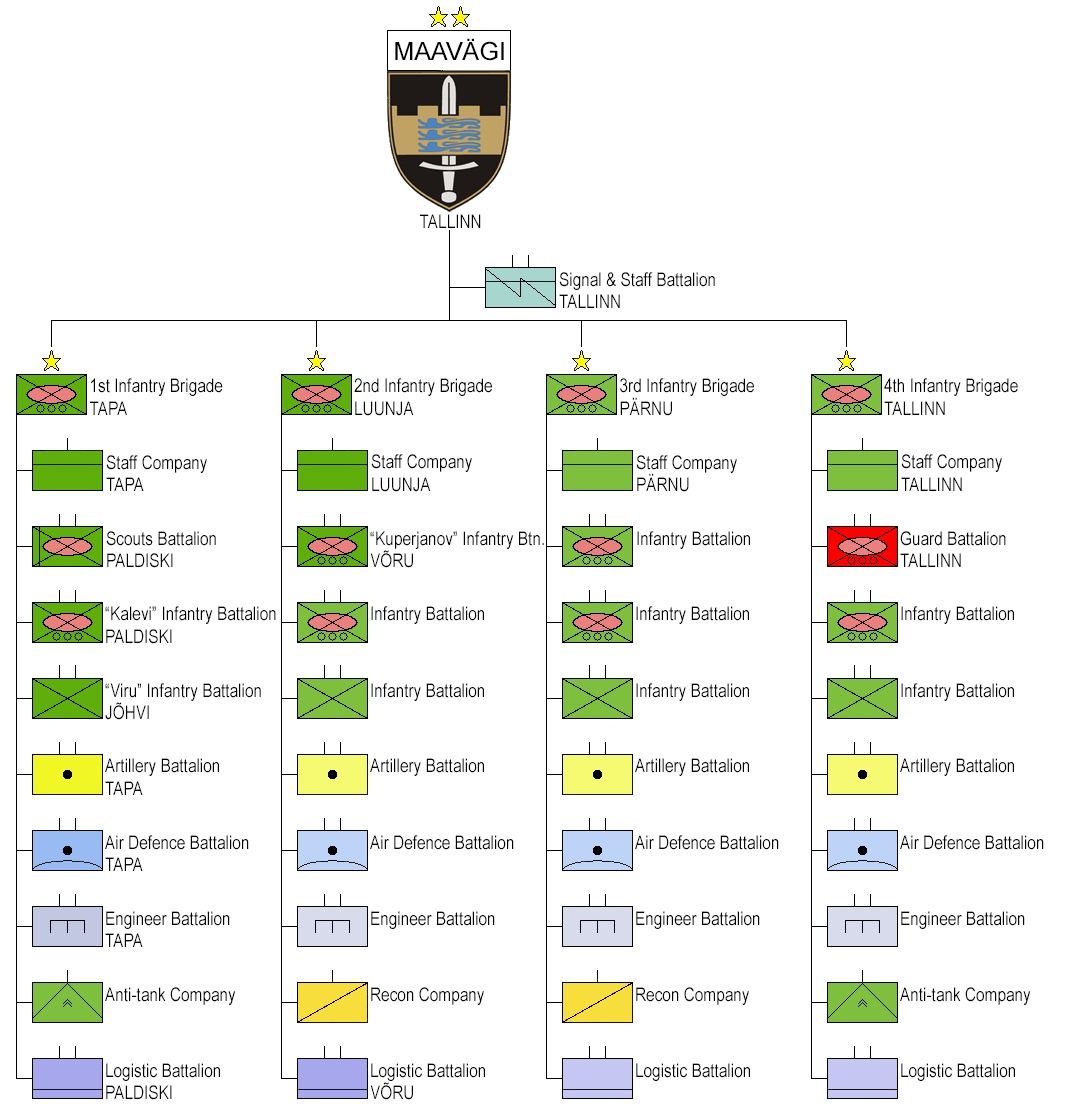
Структура сухопутних військ Естонії воєнного часу, 2015 рік

Дві бригади мають скорочений штат в мирний час. Єдиними підрозділами розгорнутими за повним штатом весь час є командування обох бригад, Скаутський батальйон та EOD/Demining Service. 2-гу піхотну бригаду було сформовано 1 серпня 2014 року. Бригада буде продовжувати розгортання нових підрозділів до набуття повних бойових спроможностей, щонайдовше, до 2022 року. Паралельно із цим 1-ша бригада переформовується на механізовану з колісними бойовими машинами піхоти та самохідною артилерією. У військовий час дві бригади будуть розгорнуті до повної чисельності за рахунок резервістів. Крім того, на базі двох сухопутних бригад сил оборони Естонії розгортається велика кількість менших легкопіхотних підрозділів ліги оборони Естонії, завданнями яких є локальна оборона та диверсійна діяльність в тилу ворога.
- 1-ша піхотна бригада (Тапа)
  - штаб бригади, штабна рота
  -  Скаутський батальйон (Палдіскі), професійний підрозділ швидкого реагування озброєний CV-90
  -  піхотний батальйон «Калев» (Палдіскі)
  -  піхотний батальйон «Віру»[en] (Йихві)
  -  артилерійський дивізіон[en] (Тапа)
  -  дивізіон протиповітряного захисту[en] (Тапа)
  -  інженерний батальйон[en] (Тапа)
  -  батальйон служби бойового забезпечення[en] (Палдіскі)
  - розвідувальна рота (Тапа)
  - протитанкова батарея (Йихві)
- 2-га піхотна бригада (Луунья)[1]
  - штаб бригади, штабна рота
  -  Піхотний батальйон Купер'янова (Виру)
  - 2-й піхотний батальйон (резервний)
  - 3-й піхотний батальйон (резервний)
  - артилерійський дивізіон (резервний)
  - зенітний дивізіон  (резервний)
  - інженерний батальйон (резервний)
  - батальйон служби бойової підтримки (Виру)
  - розвідувальна рота (резервний)
  - протитанкова батарея (резервний)

### До 2013

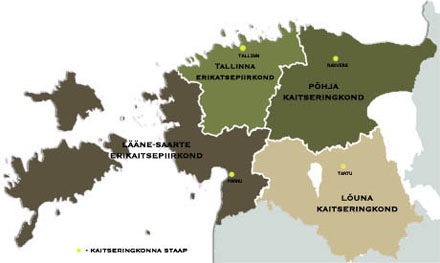
Окру́ги сухопутної оборони, 2013 рік

1-ша піхотна бригада
- штаб (Палдіскі)
- скаутський батальйон - Scoutspataljon
- піхотний батальйон Калева - Kalevi jalaväepataljon
- окремий батальйон тилового забезпечення - Logistikapataljon

 Північно-східна округа оборони (Тапа)
- Штаб оборони північно-східної округи (Тапа)
- Інженерний батальйон - Pioneeripataljon
- 1-й артилерійський дивізіон - Suurtükiväepataljon
- протиповітряний дивізіон - Õhutõrjepataljon
- центральний військовий полігон - Keskpolügoon
- піхотний батальйон Віру - Viru jalaväepataljon (Йихві)

Північна округа оборони (Таллінн)
- Штаб оборони північної округи (Таллінн)
- батальйон штабу та зв'язку - Sidestaabipataljon
- гвардійський батальйон - Vahipataljon

Південна округа оборони (Тарту)
- Штаб оборони південної округи (Тарту)
- Піхотний батальйон Купер'янова - Kuperjanovi jalaväepataljon (Виру)

Західна округа оборони (Пярну)
- Штаб оборони західної округи (Пярну)
- піхотний батальйон Пярну й окремий навчальний центр - Jalaväe väljaõppekeskus Pärnu Üksik-jalaväepataljon

 Центр миротворчих операцій - Rahuoperatsioonide Keskus

## Персонал

### Професійні підрозділи
Зараз в структурі сухопутних військ присутні два професійні піхотні батальйони (Скаутський батальйон та батальйон «Калев»).
Також існують Естонські сили спеціальних операцій.

## Оснащення

### Зброя
Хоча сили оборони використовують різну індивідуальну зброю для забезпечення легкої вогневої міці на коротких дистанціях, стандартною штатню зброєю використовуваною сухопутними військами є варіанти вітчизняної модифікації штурмових гвинтівок 7.62мм AK4 та 5.56мм Galil-AR,, обидві з яких планується замінити до 2021 року, як і пістолет-кулемет 9мм варіації MP5 для сил спеціальних операцій. Основною другорядною зброєю є 9мм напівавтоматичні пістолети ПМ та USP. Деякі підрозділи забезпечуються різною спеціалізованою зброєю, включаючи легкі кулемети Galil-ARM та Negev, задля забезпечення вогню на придушення на рівні вогневої групи. непрямий вогонь забезпечується за допомогою гранатометів M-69 та CG M3. 18.53мм дворежимна рушниця Benelli-M3T використовується для вибиття дверей та бою на коротких дистанціях. Модифікації національного виробництва 7.62мм M14 автоматичної гвинтівки селективного режиму вогню TP2 та Galil-S використовуються для снайперів, разом із 8.6мм Sako TRG та 12.7мм важкою снайперською гвинтівкою Hecate II використовуються стрільцями. Також використовуються ручні гранати, осколкові та димові гранати разом із гранатометами, такими як HK-GLM та HK-79N,.
Сили оборони також використовують різне важче озброєння з обслугою задля забезпечення середньої та важкої вогневої потуги на відстанях, які перевищують дальність індивідуальної зброї. Основними середніми кулеметами сухопутних військ 7.62мм є MG-3 та KSP-58. Важкі кулемети 12.7мм Browning M2HB восновному використовуються змонтованими на техніці, яку використовує моторизована піхота. Сухопутні війська використовують два типи мінометів для непрямої вогневої підтримки, коли важча артилерія може бути непридатною або недоступною до застосування. Найменшим з них є 81мм міномети M252, B455 та L16A1, які зазвичай використовуються на рівні роти. Вищий ешелон, піхотниі батальйони, має для підтримки на вибір 120мм міномети M-41D та 2Б11, які зазвичай є в штаті моторизованих підрозділів. Вогневу підтримку для піхотних підрозділів забезпечують буксировані гаубиці, включаючи легшу 122мм Д-30H63 та важчу 155мм FH-70.
Задля забезпечення піхоти та механізованих підрозділів протитанковими спроможностями наземні сили використовують різні ручні ракетні установки, безвідбійні гармати та протитанкові керовані ракети. 82мм B-300 багаторазовий переносний протитанковий ручний гранатомет. 84мм AT4 некеровани ракетний комплекс, здатний вражати броньовану техніку та бункери на відстані до 500 метрів. 90мм C90-CR одноразовий, ручний гранатомет з одним оператором. Деякі моторизовані підрозділи забезпечуються безвідкатними гарматами Pvpj 1110 та M40-A1 змонтованими на високомобільні автомобілі підвищеної прохідності. Основними протитанковими засобами ураження сухопутних військ є 115мм MILAN-2 із можливістю ведення вогню вночі та 148мм керована протитанкова ракета MAPATS із наведенням за лазерним променем. Закупівля протитанкових ракетних комплексів «вистрілив-забув» 127мм FGM-148 Javelin повинна підвищити спроможності протитанкових підрозділів сухопутних військ. Зенітна ракетна система з інфрачервоним наведенням 90мм Mistral, разом із 23мм ЗУ-23-2 спареними автоматичними зенітними гарматами встановленими на вантажівки утворюють основу протиповітряної оборони сил оборони.

### Техніка
Сухопутні війська в даний час не мають у своєму розворядженні будь-яких основних бойових танків, хоча деякі типи знаходилися на службі до Радянської окупації в 1940 році. В останні роки Естонське МО вказувало на необхідність отримання до 2020 року основних бойових танків відповідно до національного плану розвитку оборони. Станом на 2014 рік бойові машини піхоти CV9035 є основними бойовими та фронтовими бронетранспортерами сухопутних військ, які оснащені 35-мм автоматичними гарматними турелями та можуть перевозити до 8 повністю оснащених солдатів. Найпоширенішим бронетранспортером сухопутних військ є серія Pasi, деякі з яких використовуються в модифікаціях евакуаційних та штабних машин. Бронетранспортери Pasi 180 та Pasi 188, які є основними в сухопутних силах також використовуються в експедиційних підрозділах в миротворчих місіях в Центральній Азії та Африці. Останніми роками амфібійні бронетранспортери БТР-80 використовувалися, як навчальні машини та зараз зняті з озброєння.
Хоча сухопутні війська в даний час не мають самохідної артилерії або реактивних артилерійських систем Естонське МО зазначало про необхідність отримання самохідної артилерії для 1-ї піхотної бригади яку планують перетворити на механізовану бригаду. Поки в сухопутних військ немає жодного власного універсального гелікоптера, ударного гелікоптера або літака, вони використовують декілька типів безпілотних літальних апаратів та коптерів. В даний час сухопутні війська не використовують жодних бойових дронів. В 2014 році Естонське МО анонсувало, що Естонія разом із 12 іншими країнами НАТО, планує закупити  дрони Global Hawk задля підвищення власних військових розвідувальних спроможностей.
Найрозповсюдженішим автомобілем сухопутних військ є універсальні вантажівки серії Unimog та DAF, а також легкі позашляховики, такі як Unimog 416, Unimog 435, DAF YA4440 та MB 250GD. Також в сухопутних військах використовуються різні військові вантажні автомобілі виробництва MAN та Sisu, такі як MAN 4520, 4620, 4640, KAT1 та Sisu E13TP, які спроможні, зокрема, використовуватися для перевезення вантажів/особового складу, буксування артилерії, платформ для озброєння та в якості евакуаційних машин.

### Однострої

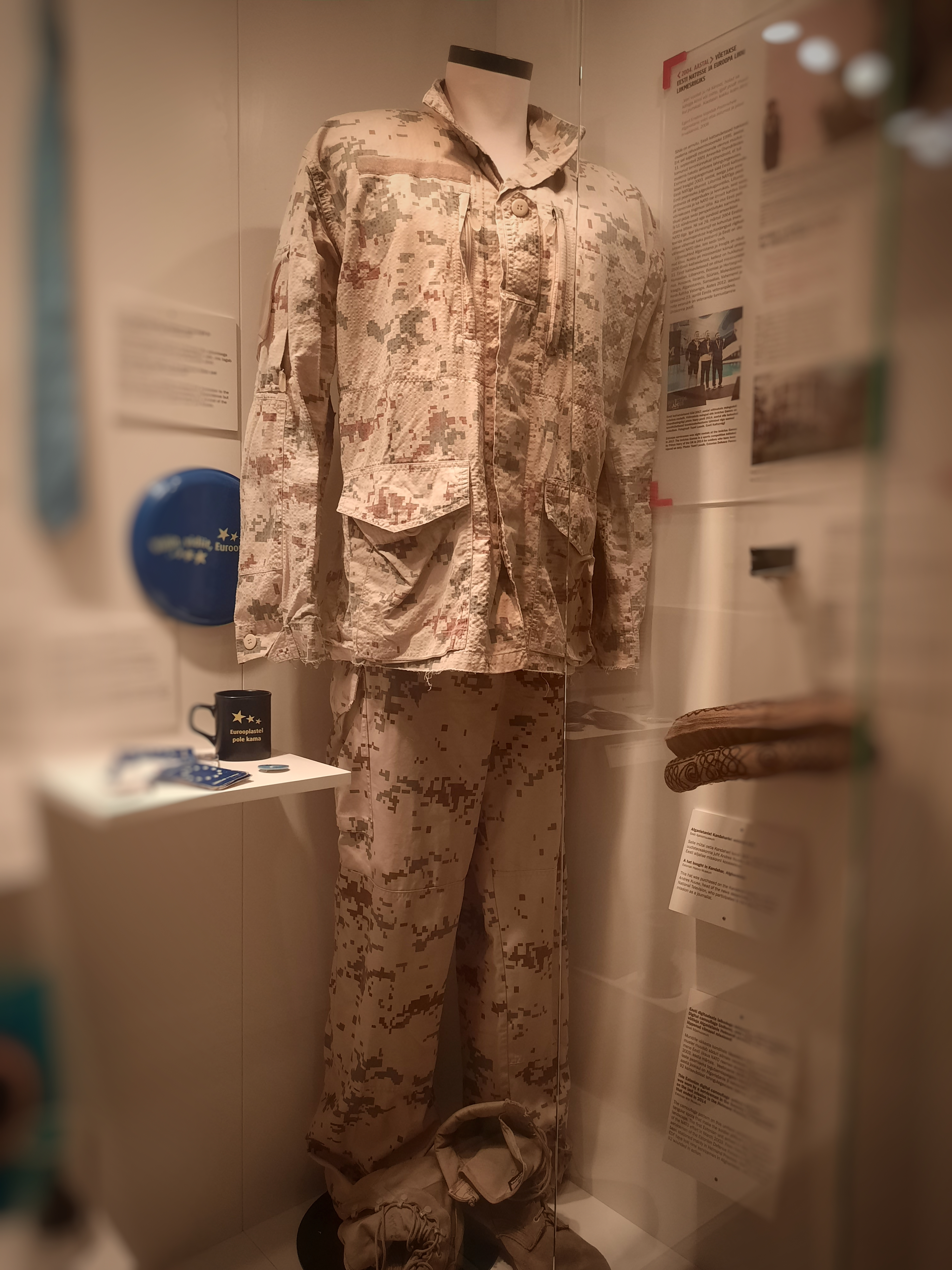
Камуфляж (ESTDCU) естонського піхотинця, який той носив під час Гільмендської кампанії у 2014 році

Естонською версією однострої цифрового камуфляжу є ESTDCU та її різні паттерни розроблені для використання у лісистій місцевості, пустелі, міських та зимових умовах навколишнього середовища. Солдати Естонських сухопутних військ також отримують PASGT бойові шоломи та балістичні жилети разом із пристроями нічного бачення.

## План розвитку
Базуючись на довгостроковому плануванні розвитку оборони, зараз в сухопутних військах впроваджується програма модернізації. До 2018 року сухопутні війська мають бути оснащені сучасними бойовими машинами піхоти, разом із додатковими бронетранспортерами. Артилерійські спроможності були сильно підвищені в 2008 із закупами 122мм польових гаубиць з Фінляндії. Сухопутні війська також планують створення тактичної повітряної розвідки.
Наступний перелік наводить частину з запланованих закупів обладнання для Сил оборони:
Броньовані машини

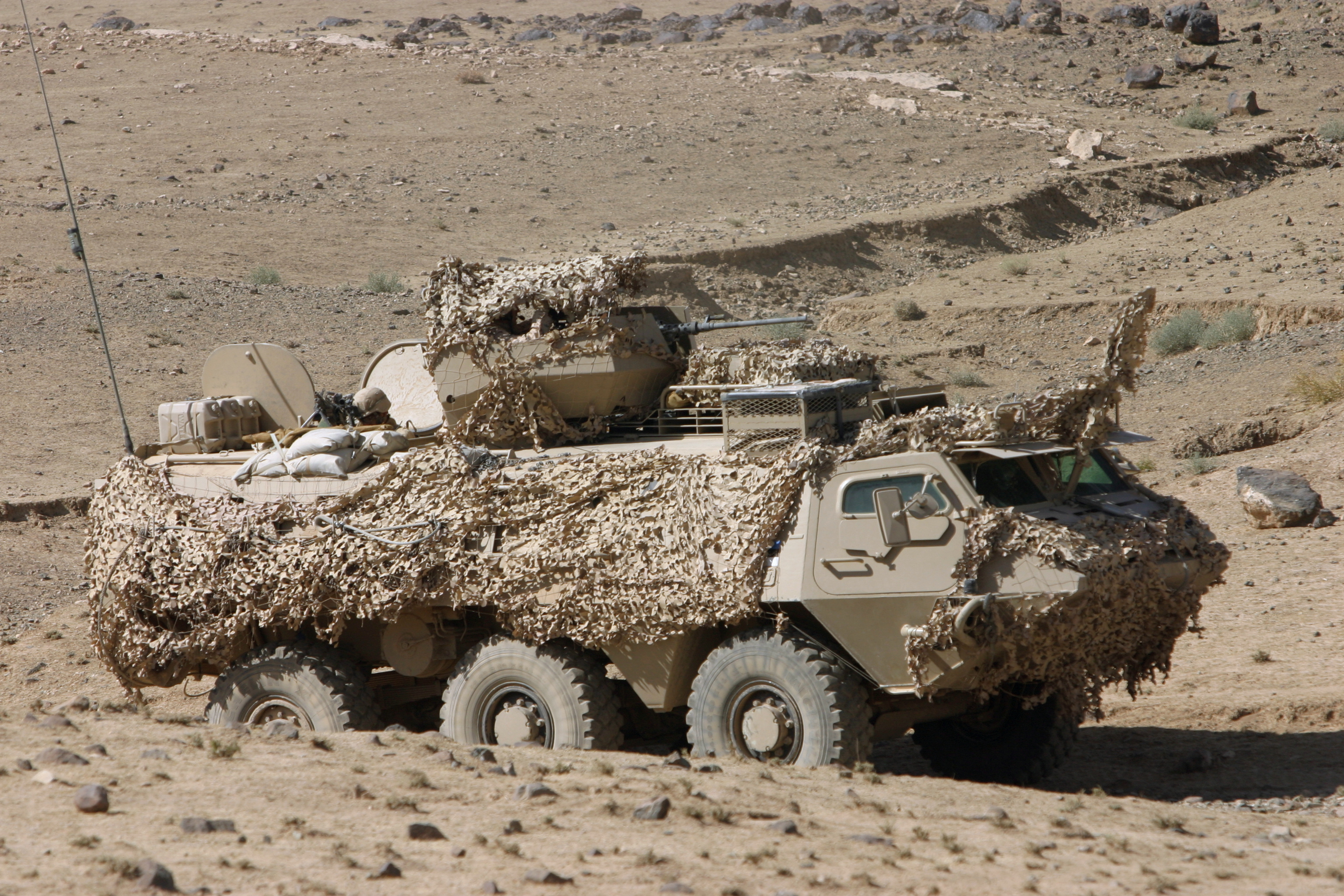
Естонський XA-180 в Афганістані.

- 44 CV9035NL. Замовлено зі складу Нідерландської Армії, перше доправлення в 2016, розплановане продовження до 2018.[27] замовлено 35 додаткових Норвезьких CV90.[28]
- Бронетранспортери: 81 одиниця  (Sisu XA-188) зі складу Норвезької Армії та Корпусу морської піхоти, доправлення заплановане на 2014-2016

Самохідна артилерія
- 12 самохідних артилерійських установок K9 Thunder, прибуття очікується в 2021.[29][30]

Основні бойові танки
- Основний бойовий танк

Протитанкові системи
- гранатомети C-90[31]
- FGM-148 Javelin ~ 80 пускових установок (прийняті на озброєння у 2016)

Протиповітряні системи
- Зенітні ракетні системи середнього радіуса дії

## Основні бази
- Військова база Йаґала, очікується введення в експлуатацію у 2014 (СКАСОВАНО)
- Військова база Тапа[en] (1-ша піхотна бригада)

## Зовнішні посилання
- Estonian Land Forces [Архівовано 6 серпня 2017 у Wayback Machine.]
- Estonian Ministry of Defence [Архівовано 10 серпня 2017 у Wayback Machine.]
- Estonian Land Forces Insignia [Архівовано 22 серпня 2017 у Wayback Machine.]